# Val de Virieu
Ne doit pas être confondu avec Val-de-Virieu.
Le val de Virieu est une petite vallée de France située en Isère, en  région administrative Auvergne-Rhône-Alpes., entre Voiron au sud-est et la Tour-du-Pin au nord-ouest. Elle est plus précisément positionnée au cœur de la région naturelle des Terres froides

## Situation et description

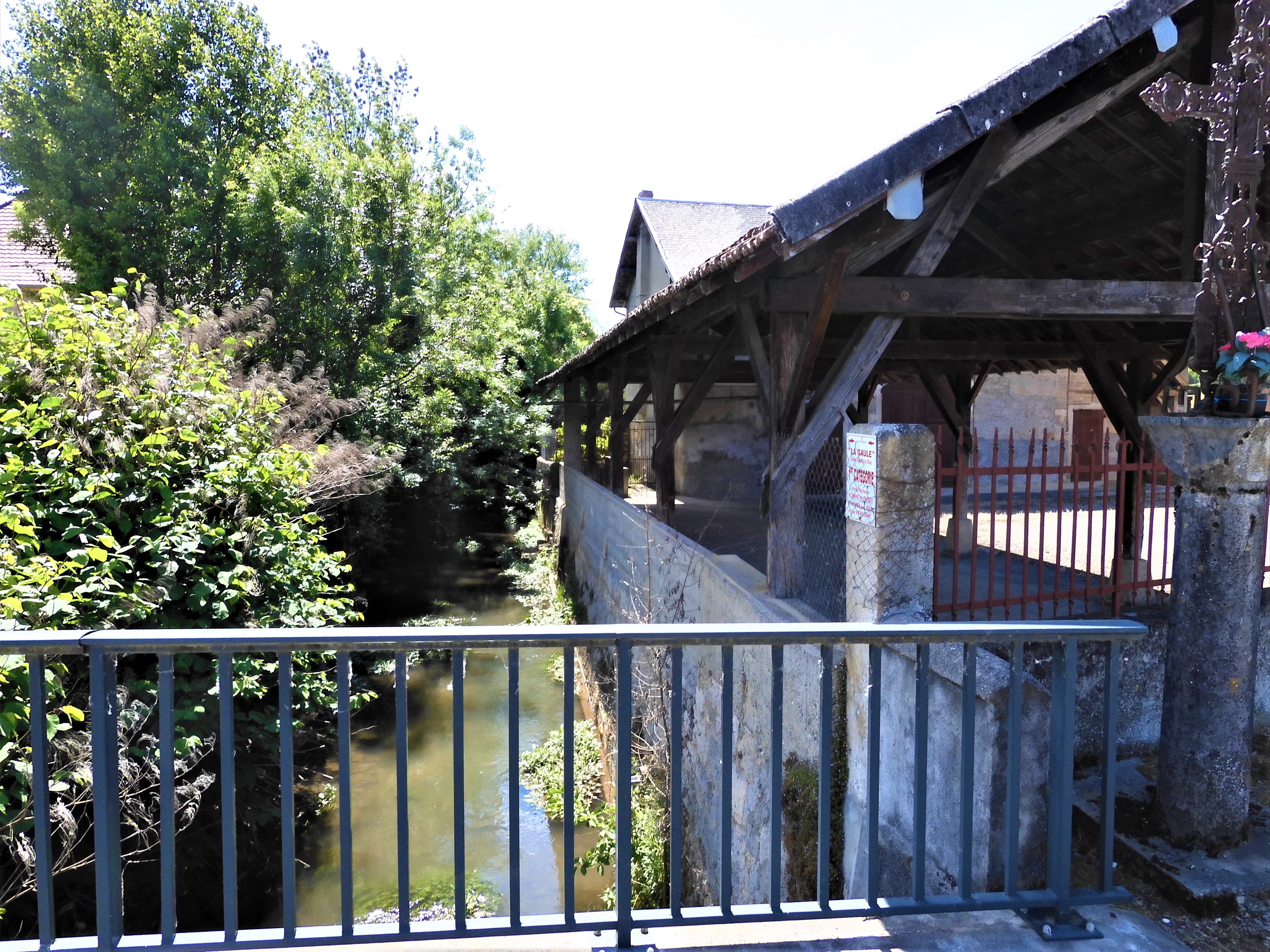
La Bourbre à Chélieu

À l'origine, il s'agit d'une Vallée sèche façonnée par le passage du lobe lyonnais du glacier du Rhône dans des terrains molassiques. Celle-ci est drainée par la Bourbre, un affluent du Rhône, qui prend sa source juste en amont, au niveau de Châbons et de Burcin. 
Elle s'ouvre sur l'Avant-Pays savoyard au nord-est au niveau des Abrets et de Saint-André-le-Gaz. Le val de Virieu est encadré par deux collines qui le séparent de deux autres petites vallées, celle au nord-ouest étant drainée par l'Hien et celle au sud-est étant baignée par le lac de Paladru.
La vallée est traversée dans sa plus grande partie par la ligne de voie ferrée Grenoble-Lyon.

### Cartographie
- Cartes 1/25 000e

IGN Carte série bleue n° 3233 SB - Voiron - Tullins
- Cartes 1/100 000e

IGN Carte Top 100 n° 150 Lyon - Chambéry